# Sphenometopa loewiana
Sphenometopa loewiana är en tvåvingeart som först beskrevs av Günther Enderlein 1934.  Sphenometopa loewiana ingår i släktet Sphenometopa och familjen köttflugor. Inga underarter finns listade i Catalogue of Life.